# Gabin (альбом)
Gabin — дебютный альбом итальянской группы Gabin, выпущенный в 2002 году на лейблах Virgin Records (Европа) и Astralwerks (США).

## Об альбоме
В записи диска приняли участие Ана Карриль Обиолс, Джозеф Фаржье и саксофонист Стефано Ди Баттиста, сыгравший на сопрано-саксофоне в композициях «Doo Uap, Doo Uap, Doo Uap» и «Urban Night».
Альбом был выпущен на лейбле Virgin Records и сразу же понравился любителям смелых музыкальных экспериментов. Он содержит в себе композиции со звуками цыганских струнных гитар, трип-хоповые элементы 90-х годов, этнические мелодии в духе Deep Forest, транс в стиле Пола Окенфолда, а также прослушиваются частичные элементы музыки Cafe del Mar.
Композиции «Doo Uap, Doo Uap, Doo Uap», «Sweet Sadness», «La Maison», «Une histoire d’amoure» и «Azul Anil» были изданы синглами. Лишь «Doo Uap, Doo Uap, Doo Uap» добилась большого успеха, заняв пятое место в хит-параде Italian Singles Chart, а сама пластинка заняла девятую строчку в Italian Albums Chart.
«Azul Anil» был выпущен в качестве пятого сингла из альбома в 2003 году. На данный трек британская группа Da Lata сделала множество ремиксов.
На песни «Doo Uap, Doo Uap, Doo Uap» и «Une histoire d’amoure» были сняты видеоклипы.

## Список композиций
| №   | Название                         | Автор(ы)                   | {{{extra_column}}}        | Длительность |
| --- | -------------------------------- | -------------------------- | ------------------------- | ------------ |
| 1.  | «La Maison»                      | Gabin                      |                           | 5:57         |
| 2.  | «Une histore d’amoure»           | Джозеф Фаржье, Gabin       |                           | 3:59         |
| 3.  | «Doo Uap, Doo Uap, Doo Uap»      | Дюк Эллингтон, Ирвин Миллс |                           | 7:21         |
| 4.  | «Delire Et Passion»              | Ана Карриль Обиолс, Gabin  |                           | 6:06         |
| 5.  | «Sweet Sadness»                  | Gabin                      |                           | 5:20         |
| 6.  | «Mille Et Une Nuit Des Desires»  | Gabin, Ана Карриль Обиолс  | Ана Карриль Обиолс, Gabin | 5:44         |
| 7.  | «Urban Night»                    | Стефано Ди Баттиста, Gabin |                           | 6:25         |
| 8.  | «Gabin vs. Cal's Bluedo»         | Gabin                      | Gabin                     | 4:09         |
| 9.  | «Azul Anil»                      | Gabin, Ана Карриль Обиолс  |                           | 6:27         |
| 10. | «Terra Pura»                     | Gabin                      |                           | 5:16         |
| 11. | «House Trip»                     | Gabin                      |                           | 6:42         |
| 12. | «La Maison (Di Batista's Dream)» | Gabin                      |                           | 5:05         |

## Участники записи
- Альберто Лауренти (итал. Alberto Laurenti) — классическая гитара
- Ана Карриль Обиолс (фр. Ana Carril Obiols) — композитор, вокал (дорожки 4, 6, 9)
- Антонио Баглио (итал. Antonio Baglio) — мастеринг
- Джозеф Фаржье (фр. Joseph Fargier) — композитор, вокал (дорожка 2)
- Фабио Ловино (итал. Fabio Lovino) — обложка альбома
- Филиппо Клэри (итал. Filippo Clary) — композитор, фортепиано, клавишные, дискретизация
- Франческа Сортино (итал. Francesca Sortino) — вокал
- Франко Вентюра (англ. Franco Ventura) — классическая гитара
- Майкл Эппельбаум (англ. Michael Appelbaum) — музыкант
- Макс Боттини (итал. Max Bottini) — композитор, акустическая гитара, бас-гитара, фортепиано, клавишные
- Стефано Ди Батиста (итал. Stefano Di Battista) — композитор, альт-саксофон, сопрано-саксофон
- Эрик Даниель (англ. Eric Daniel) — музыкант